# هنري تايلور (رسام)
هنري تايلور (بالإنجليزية: Henry Taylor)‏ هو رسام أمريكي، ولد في 1958 في أوكسنارد في الولايات المتحدة.